# Siques
Os siques, ou sikhs, (punjabi: ਸਿੱਖ; devanágari: सिख) são um grupo etnorreligioso que adere ao Siquismo, uma religião dármica que se originou no final do século XV na região do Punjab, no subcontinente indiano, com base na revelação do Guru Nanak. O termo sikh tem sua origem na palavra sânscrita śiṣya (शिष्य), que significa "discípulo" ou "estudante".
Os siques do sexo masculino geralmente têm Singh ("leão") como sobrenome, embora nem todos os Singhs sejam necessariamente siques; da mesma forma, as mulheres siques têm Kaur ("princesa") como sobrenome. Esses sobrenomes exclusivos foram dados pelos gurus para permitir que os siques se destacassem e também como um ato de desafio ao sistema de castas da Índia, ao qual os gurus sempre foram contra. Os siques acreditam firmemente na ideia de sarbat da bhala ("bem-estar de todos") e são frequentemente vistos na linha de frente para fornecer ajuda humanitária em todo o mundo.
Os siques que se submeteram ao Amrit Sanchar ("batismo pelo Khanda"), uma cerimônia de iniciação, são conhecidos como Khalsa desde o dia de sua iniciação e devem ter sempre em seus corpos os cinco K:
- kesh, cabelo não cortado geralmente coberto por um dastār, também conhecido como turbante;
- kara, um bracelete de ferro ou aço;
- kirpan, uma espada semelhante a uma adaga enfiada em uma cinta gatra ou em um cinturão kamar kasa;
- kachera, uma roupa de baixo de algodão; e
- kanga, um pequeno pente de madeira.

A região de Punjab, no subcontinente indiano, tem sido a pátria histórica dos siques, tendo sido inclusive governada por eles em partes significativas dos séculos XVIII e XIX. Atualmente, o Canadá tem a maior proporção nacional de siques (2,1%) do mundo, enquanto o estado de Punjab, na Índia, tem a maior proporção de siques (58%) entre todas as divisões administrativas do mundo. Muitos países, como o Canadá e o Reino Unido, reconhecem os siques como uma religião designada em seus censos, e, a partir de 2020, os siques são considerados como um grupo étnico separado nos Estados Unidos. O Reino Unido também considera os siques como um povo etnorreligioso, como resultado direto do caso Mandla v Dowell-Lee em 1982.

## História

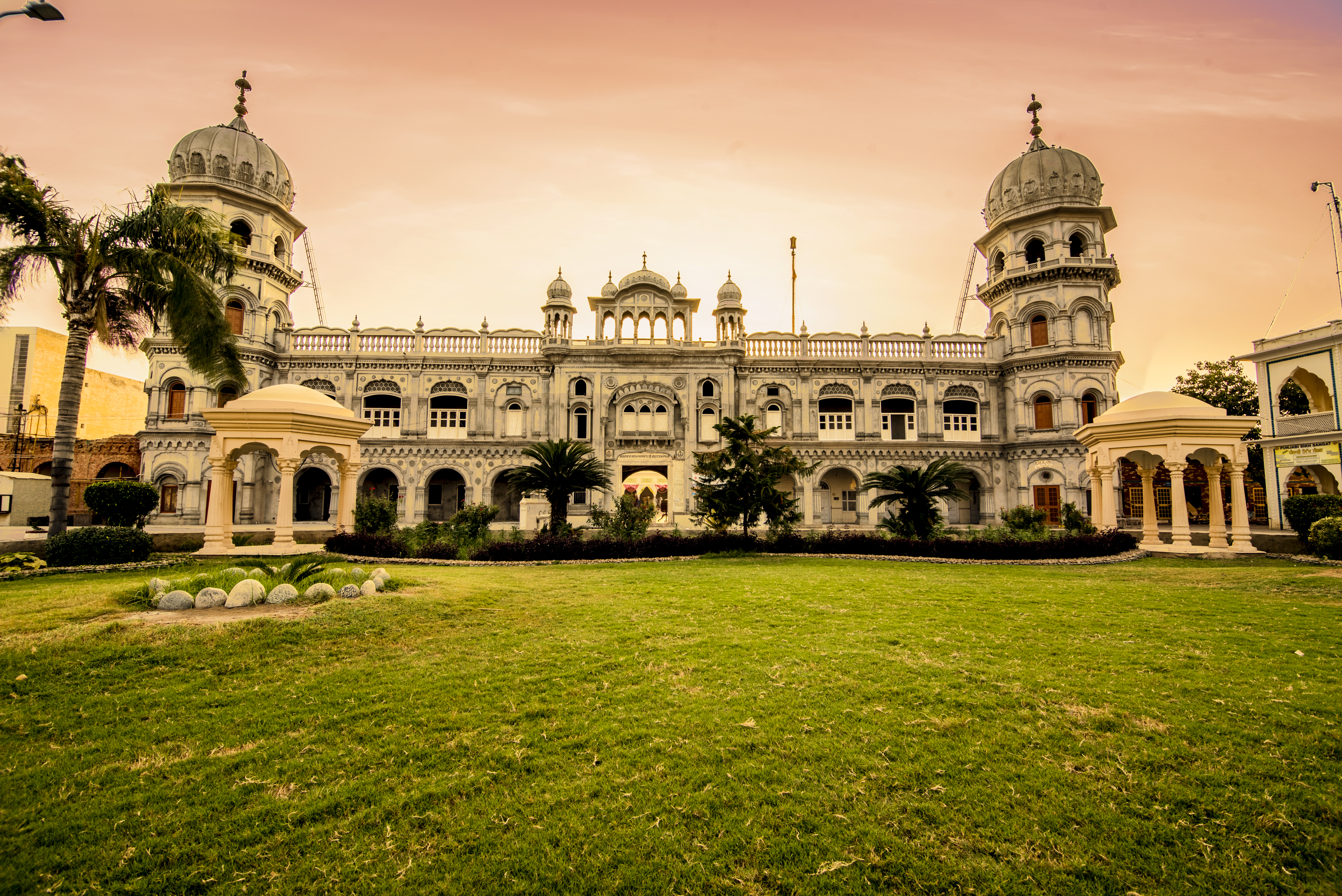
Gurdwara Janam Asthan, o local de nascimento do Guru Nanak

Guru Nanak (1469-1539), o fundador do Siquismo, nasceu em uma família Khatri, filho de Mehta Kalu e Mata Tripta, na aldeia de Talwandi, atual Nankana Sahib, perto de Laore. Durante toda a sua vida, Guru Nanak foi um líder religioso e reformador social. No entanto, pode-se dizer que a história política sique começou em 1606, com a morte do quinto guru sique, Guru Arjan Dev. As práticas religiosas foram formalizadas pelo Guru Gobind Singh em 30 de março de 1699, quando o guru iniciou cinco pessoas de diversas origens sociais, conhecidas como Panj Piare ("cinco amados"), para formar um corpo coletivo de siques iniciados, conhecido como Khalsa ("puro").
Os primeiros seguidores do Guru Nanak eram khatris, mas mais tarde um grande número de jates aderiu à fé. Os brâmanes se opuseram "à exigência de que os siques deixassem de lado os costumes distintos de suas castas e famílias, incluindo os rituais mais antigos".

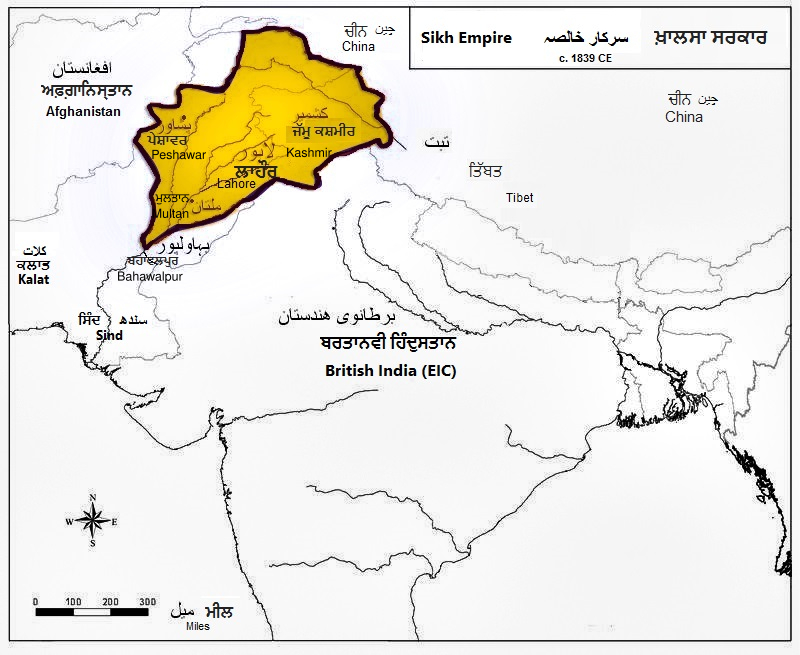
O Império Sikh em sua maior extensão

Durante o domínio do Império Mogol na Índia, dois gurus siques foram martirizados. O Guru Arjan foi martirizado por suspeita de ajudar na traição do imperador mogol Jahangir e o Guru Tegh Bahadur foi martirizado pelo imperador mogol Auranguezebe À medida que a fé sique crescia, os siques posteriormente se militarizaram para se opor ao domínio mogol.

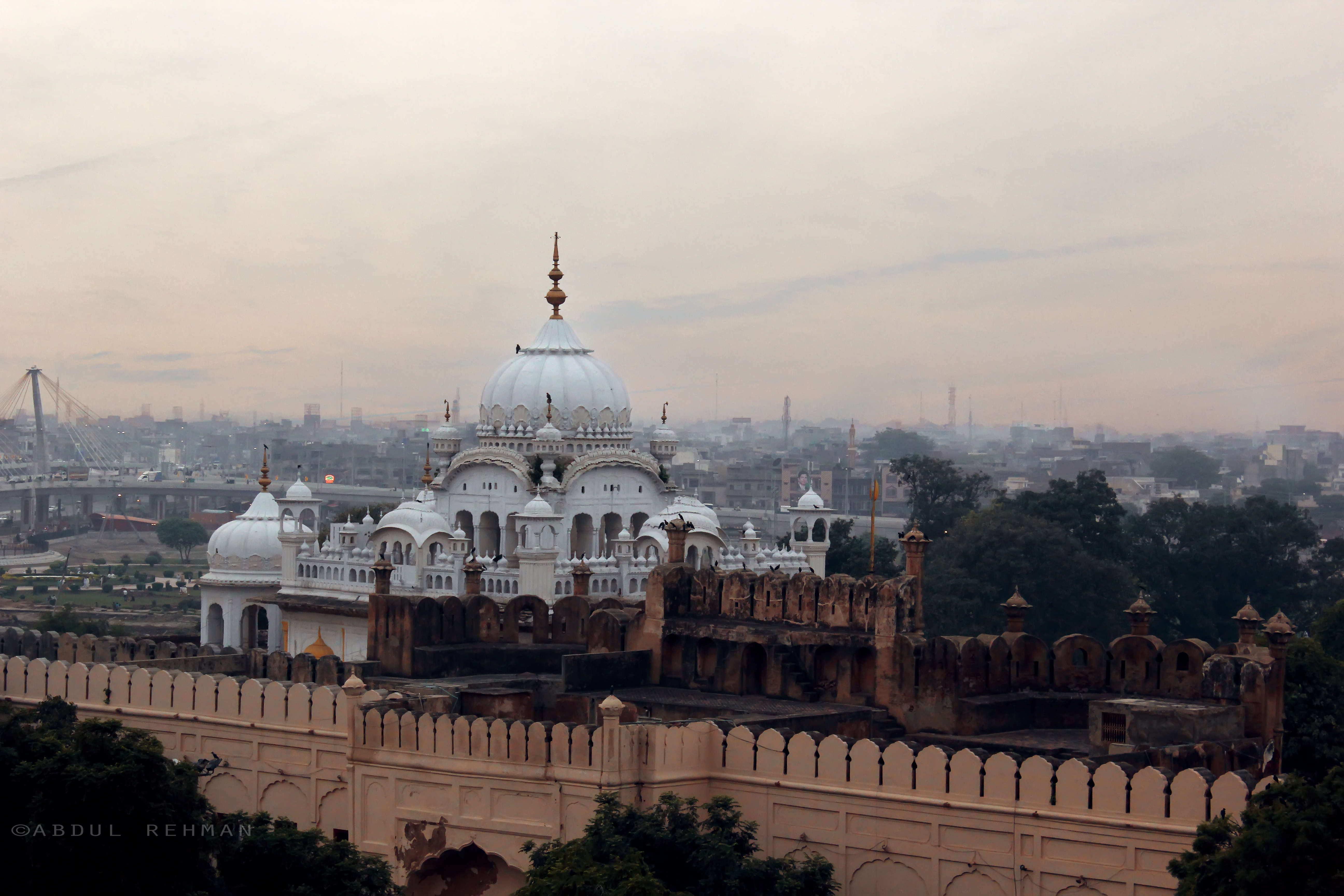
O Samadhi do imperador Ranjit Singh em Laore, Paquistão.

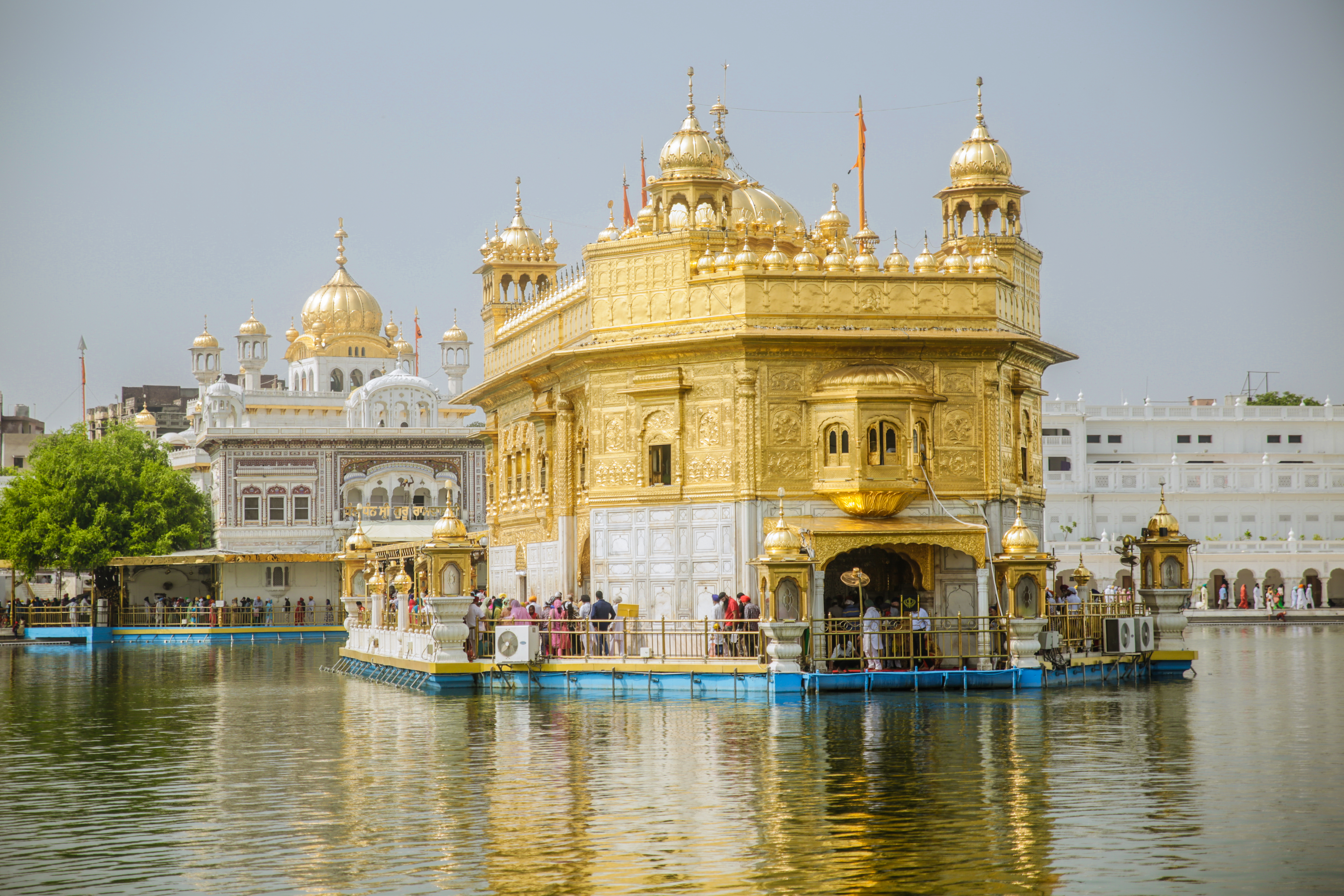
O Templo Dourado (Harmandir Sahib).

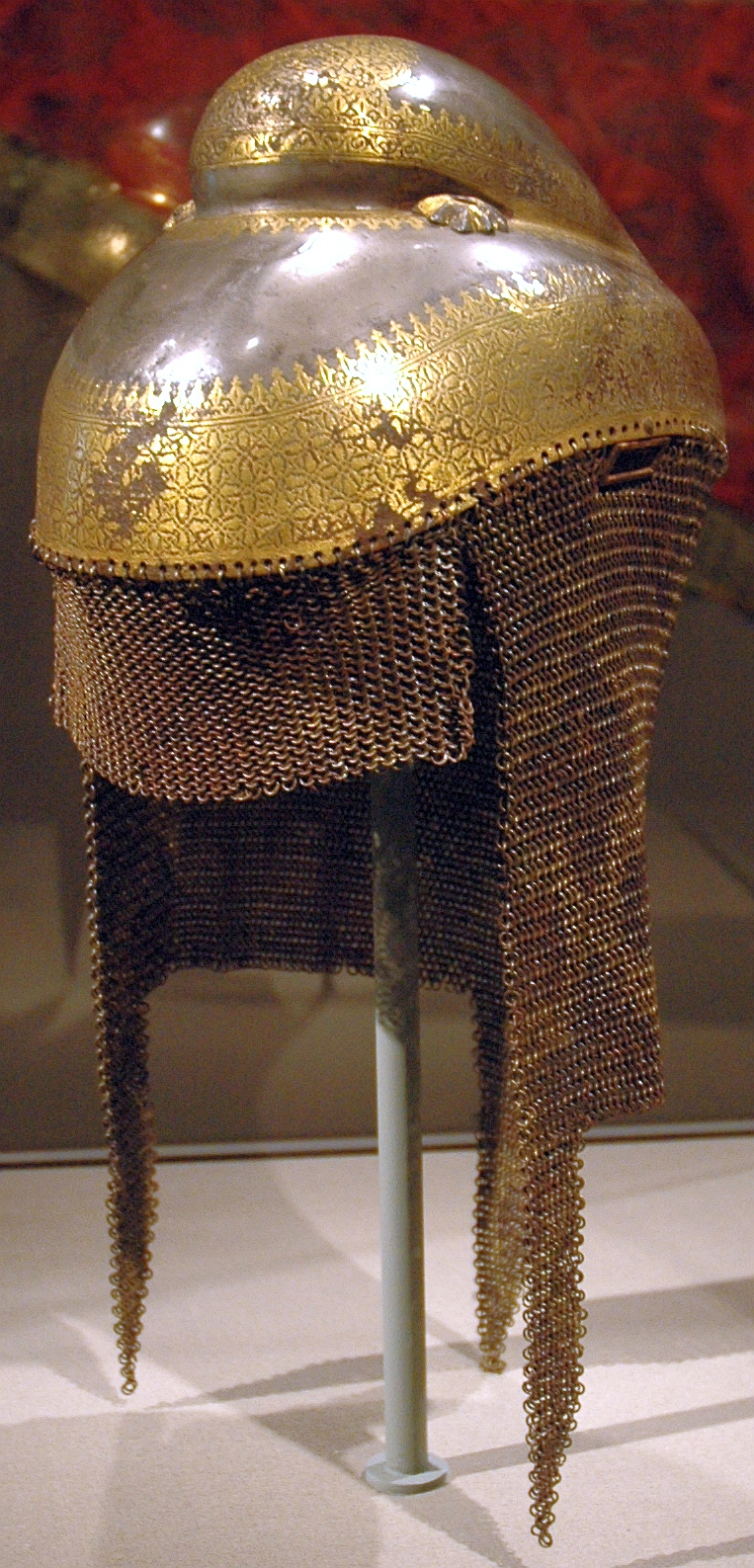
Capacete de batalha de um sowar do Exército Sikh Khalsa

Depois de derrotar os afegãos e os mogóis, estados soberanos chamados Misls foram formados sob o comando de Jassa Singh Ahluwalia. A confederação desses estados foi unificada e transformada no Império Sique sob o comando do Marajá Ranjit Singh. Essa era foi caracterizada pela tolerância religiosa e pelo pluralismo, incluindo cristãos, muçulmanos e hindus em posições de poder. Sua administração secular implementou reformas militares, econômicas e governamentais. O império é considerado o auge do siquismo político, abrangendo a Caxemira, Ladaque e Pexauar. Hari Singh Nalwa, comandante-chefe do Exército Sique na Fronteira Noroeste, expandiu a confederação até o Passo Khyber.

### Domínio britânico na Índia

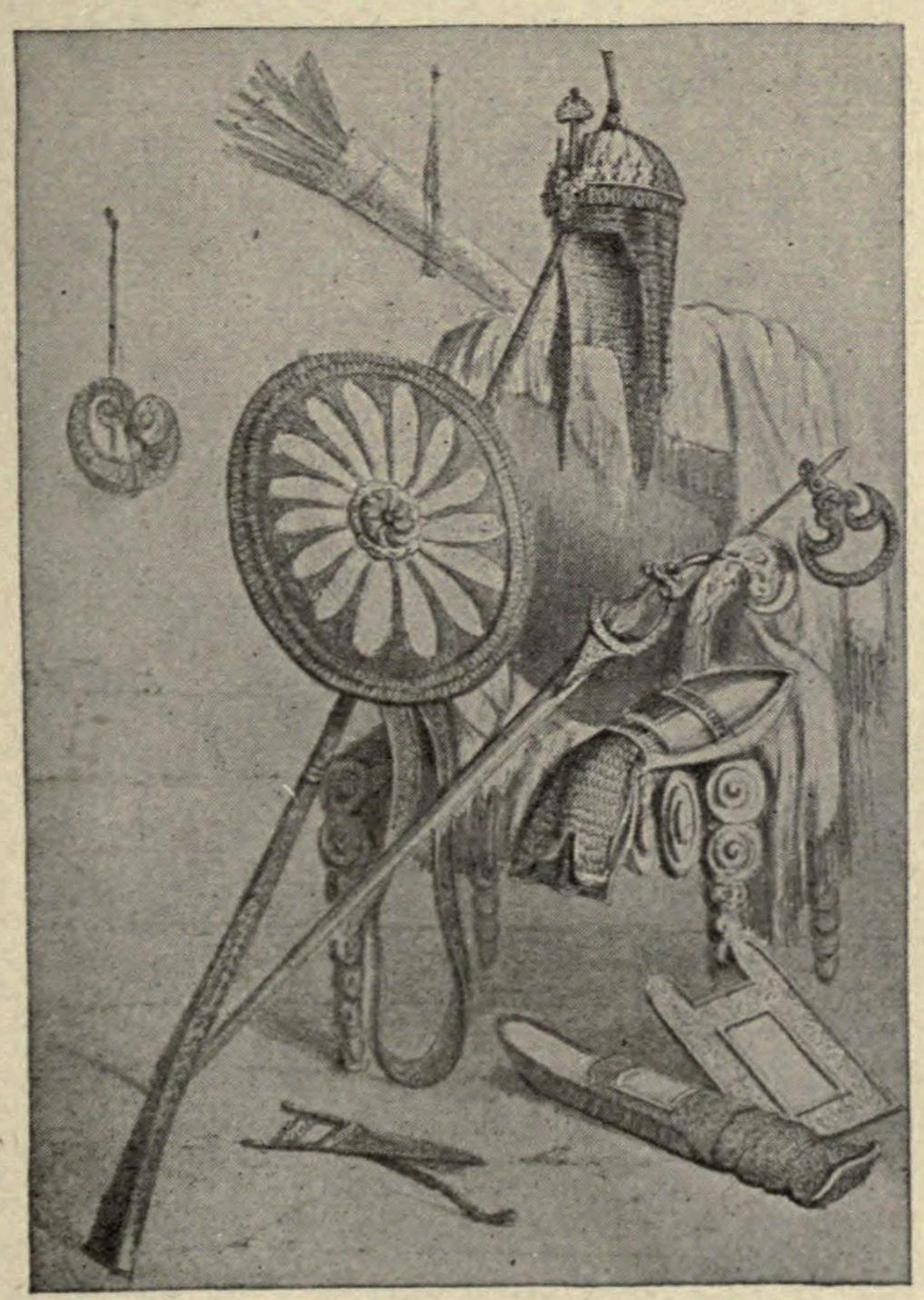
Armaduras e armas siques

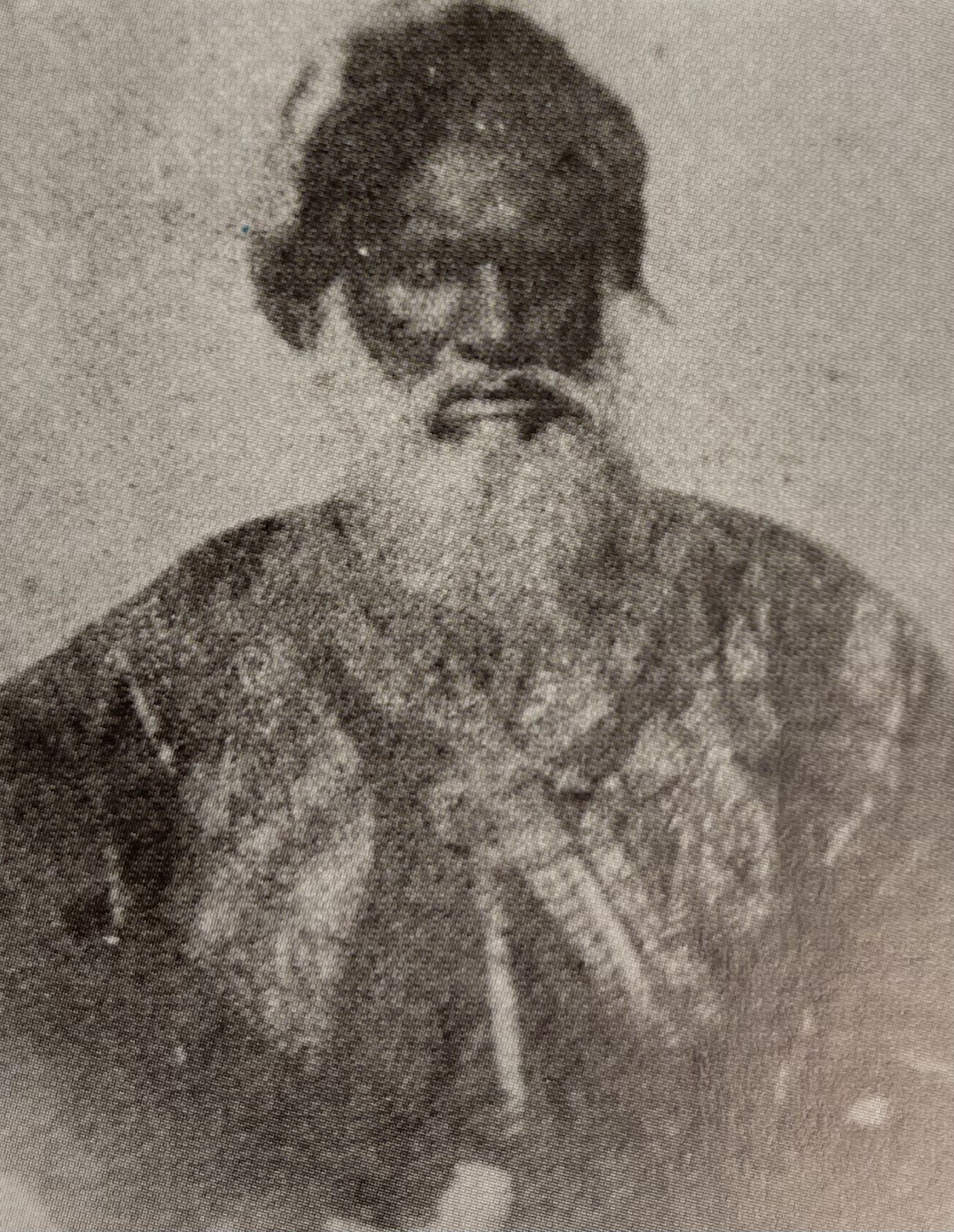
"Sikh Sardar", fotografia de John McCosh tirada por volta de 1848-49

Após a anexação do reino Sique/Punjab pelos britânicos, o exército britânico começou a recrutar um número significativo de siques e punjabes. Durante o motim indiano de 1857, os siques permaneceram leais aos britânicos, resultando em um grande recrutamento de punjabes para o exército indiano britânico durante os 90 anos seguintes da Índia britânica na Índia colonial. O turbante distinto que diferencia um sique de outros usuários de turbante é uma relíquia das regras do Exército da Índia Britânica. O domínio colonial britânico viu o surgimento de muitos movimentos de reforma na Índia, inclusive em Punjab, como a formação do Primeiro e do Segundo Singh Sabha em 1873 e 1879, respectivamente. Os líderes siques do Singh Sabha trabalharam para oferecer uma definição clara da identidade sique e tentaram purificar a crença e a prática sique.
Nos últimos anos do domínio colonial britânico, houve o surgimento do movimento Akali para promover reformas nos gurdwaras no início da década de 1920. O movimento levou à introdução da Sikh Gurdwara Bill em 1925, que colocou todos os santuários históricos siques na Índia sob o controle do Comitê Shiromani Gurdwara Parbandhak.

### Partição e pós-partição
Na época do movimento de independência da Índia, o governante sique do Estado de Kapurthala lutou para se opor à divisão da Índia e defendeu um país unido e secular. As organizações siques, incluindo a Chief Khalsa Dewan e o Shiromani Akali Dal, liderado pelo Mestre Tara Singh, condenaram a Resolução de Laore e o movimento para a criação do Paquistão, considerando-o como um convite a possíveis perseguições, e o Akali Dal, em vez disso, favoreceu um Azad Punjab indivisível como um Estado Sique independente ou Calistão, tendo aprovado a Resolução do Estado Sique em 1946. Os siques, portanto, lutaram fortemente contra a divisão do Punjab. Os meses que antecederam a divisão, em 1947, foram marcados por conflitos entre siques e muçulmanos. Isso causou a migração religiosa de siques e hindus punjabes do Punjab Ocidental para o leste (Índia moderna), refletindo uma migração religiosa simultânea de muçulmanos punjabes do Punjab Oriental para o oeste (Paquistão moderno).
Após a divisão, o governo da Índia começou a redesenhar os estados de acordo com as fronteiras demográficas e linguísticas. No entanto, isso não foi eficaz na parte norte do país, já que o governo reconsiderou a reformulação dos estados no norte. Embora os estados de todo o país tenham sido amplamente redesenhados com base em linhas linguísticas a pedido de grupos linguísticos, os únicos idiomas que não foram considerados para a criação de um estado foram o punjabi, o sindi e o urdu. Isso levou ao lançamento do movimento Punjab Suba e à apresentação do movimento como uma política em abril de 1948 pelo Mestre Tara Singh. Além disso, em 26 de janeiro de 1950, os representantes siques se recusaram a assinar a constituição indiana. Como os siques foram reconhecidos como hindus, eles não receberam as concessões dadas às castas programadas hindus.
O Punjab Suba sofreu forte repressão do governo, com o governo do Congresso prendendo até 21.000 pessoas. Tentativas de negociação com o Congresso levaram a agitação a ser adiada duas vezes, embora Jawaharlal Nehru continuasse a rejeitar a demanda. Em 4 de julho de 1955, as forças policiais do governo, lideradas pelo Inspetor Geral Adjunto da Polícia (Deputy Inspector General of Police - DIG) Ashwini Kumar, forçaram a entrada nas dependências do Templo Dourado e prenderam os manifestantes, levando-os sob custódia, juntamente com os granthis chefes do Akal Takht e do templo, manifestantes voluntários e até mesmo os cozinheiros do langar do templo. Os escritórios do Guru Ram Das Serai e do Shiromani Akali Dal também foram invadidos. Cassetetes foram usados, e gás lacrimogêneo e bombas foram disparados para dispersar os manifestantes reunidos na periferia do templo, danificando a periferia e o sarovar (piscina) do templo. O governo impediu a entrada de voluntários no caminho para o Templo Dourado e as tropas receberam ordens para marchar com bandeiras pelos bazares e ruas ao redor do local. Mais de 200 manifestantes foram mortos, milhares foram presos e milhares, inclusive mulheres e crianças, ficaram feridos.
O governo do Congresso concordou com o Punjab Suba em 1966, após protestos e recomendações da Comissão de Reorganização dos Estados. O estado de Punjab Oriental foi posteriormente dividido nos estados de Himachal Pradexe, no novo estado de Harianá e no atual Punjab. No entanto, houve uma crescente alienação entre as populações sique e hindu de Punjab. Essas últimas relataram o hindi em vez do punjabi como seu idioma principal. O resultado foi que as áreas de língua punjabi foram deixadas de fora do novo estado e dadas a Harianá e Himachal Pradesh, o que fez com que o estado de Punjab fosse aproximadamente 90.650 quilometros quadrados menor do que as áreas de língua punjabi com base nos números do censo anterior a 1947. Além disso, a reorganização de 1966 deixou os siques altamente insatisfeitos, com a capital Chandigar sendo transformada em um território sindical compartilhado e a capital de Punjab e Harianá.
No final da década de 1960, a Revolução Verde na Índia foi introduzida pela primeira vez em Punjab como parte de um programa de desenvolvimento emitido por agências doadoras internacionais e pelo governo da Índia. Embora a Revolução Verde em Punjab tenha tido vários impactos positivos, a introdução de técnicas agrícolas mecanizadas levou a uma distribuição desigual da riqueza. O governo indiano relutou em instalar indústrias pesadas em Punjab devido ao seu status de estado fronteiriço de alto risco com o Paquistão. O rápido aumento das oportunidades de educação superior sem um aumento adequado nos empregos resultou no aumento do desemprego de jovens instruídos.
Em 1973, como resultado das queixas não atendidas e da crescente desigualdade, o Akali Dal apresentou a Resolução Anandpur Sahib. A resolução incluía questões religiosas e políticas. Ela pedia o reconhecimento do Siquismo como religião e também exigia a devolução do poder do governo central para os governos estaduais. A resolução foi rejeitada pelo governo como um documento secessionista. Milhares de pessoas aderiram ao movimento, sentindo que ele representava uma solução real para demandas como uma parcela maior de água para irrigação e o retorno de Chandigarh ao Punjab.
Após negociações infrutíferas, a Dharam Yuddh Morcha ("campanha justa") foi lançada em 4 de agosto de 1982, pelo Akali Dal em parceria com Jarnail Singh Bhindranwale, com o objetivo declarado de cumprir um conjunto de objetivos de devolução com base na Resolução de Anandpur Sahib. A polícia indiana respondeu aos manifestantes com métodos policiais severos, criando uma repressão estatal que afetou um segmento muito grande da população de Punjab. A brutalidade policial resultou em violência retaliatória de uma parte da população sique, ampliando o escopo do conflito pelo uso da violência do Estado contra seu próprio povo. Um "estado de caos e métodos policiais repressivos" combinados criaram "um clima de raiva e ressentimento avassaladores nas massas siques contra as autoridades". Isso fez com que o líder sique Jarnail Singh Bhindranwale ganhasse destaque e que as reivindicações de independência ganhassem força, mesmo entre os moderados e os intelectuais siques. Em 1982 e no início de 1983, os assassinatos extrajudiciais pela polícia de jovens siques ortodoxos nas áreas rurais de Punjab provocaram represálias. Mais de 190 siques foram mortos nos primeiros 19 meses do movimento de protesto.
Em maio de 1984, um Grain Roko morcha foi planejado para ser iniciado em 3 de junho com manifestantes praticando a desobediência civil ao se recusarem a pagar a renda da terra, contas de água ou eletricidade e bloqueando o fluxo de grãos para fora de Punjab. A primeira-ministra indiana, Indira Gandhi, lançou a Operação Estrela Azul em 1º de junho, antes do Grain Roko morcha, para retirar Bhindranwale do Templo Dourado. Isso levou ao assassinato de Gandhi por seus guarda-costas siques. Seu assassinato foi seguido por tumultos contra as comunidades siques e pela morte de milhares de siques em toda a Índia. Esses eventos desencadearam uma insurgência que consumiria Punjab até o início da década de 1990.
Durante o dia de Vaisakhi, em 1999, os siques de todo o mundo comemoraram o 300º aniversário da criação do Khalsa. O Canada Post homenageou os canadenses siques com um selo comemorativo em conjunto com o aniversário. Da mesma forma, em 9 de abril de 1999, o presidente indiano K. R. Narayanan emitiu um selo comemorativo do 300º aniversário do Khalsa também.

## Cultura e observações religiosas
De acordo com o Artigo I do Capítulo 1 do Sikh Rehat Maryada ("código de conduta"), a definição de sique é:
Qualquer ser humano que acredite fielmente em

i. Um Ser Imortal,
ii. Dez Gurus, do Guru Nanak Sahib ao Guru Gobind Singh Sahib,
iii. No Guru Granth Sahib,
iv. Nas declarações e ensinamentos dos dez Gurus, e
v. No batismo legado pelo décimo Guru, e que não deve lealdade a nenhuma outra religião, é um Sikh.

### Rotina diária
Do Guru Granth Sahib:
Aquele que se considera um Sikh do Guru, do verdadeiro Guru, deve se levantar nas primeiras horas da manhã e meditar no nome do Senhor. Ao se levantar cedo pela manhã, ele deve se banhar e se purificar na piscina de néctar. Seguindo as instruções do Guru, ele deve cantar o nome do Senhor, "Har, Har". Todos os pecados, erros e negatividade serão então apagados. Depois, ao nascer do sol, ele deve cantar Gurbani; sentado ou em pé, ele deve meditar no nome do Senhor. Aquele que medita em meu Senhor, Har, Har, a cada respiração e a cada bocado de comida - esse GurSikh torna-se agradável à mente do Guru. Aquela pessoa, para quem meu Senhor e Mestre é gentil e compassivo - a esse GurSikh, os Ensinamentos do Guru são concedidos. O servo Nanak implora pela poeira dos pés desse GurSikh, que canta o Naam e inspira outros a cantá-lo.  Quarto Mehl (Guru Ram Das), Guru Granth Sahib, p. 305
O Sikh Rehat Maryada afirma claramente que os siques Amritdhari Khalsa batizados devem recitar ou ouvir a recitação de Japji Sahib (escritura sagrada dos siques), Jaap Sahib (oração matinal), os 10 Sawayyas, Sodar Rehraas (oração vespertina) e Sohila (oração noturna). Todo sique também deve tomar o Hukam (ordem divina) do Guru Granth Sahib depois de acordar nas horas ambrosiais da manhã (três horas antes do amanhecer) antes de comer.
Em seus 52 Hukams, o Guru Gobind Singh ordena que seus seguidores se levantem durante o Amritvela (início da manhã) e recitem a oração do final da noite (Sohila) e o verso "Pavan guru pani pita..." antes de dormir.

### Os cinco K

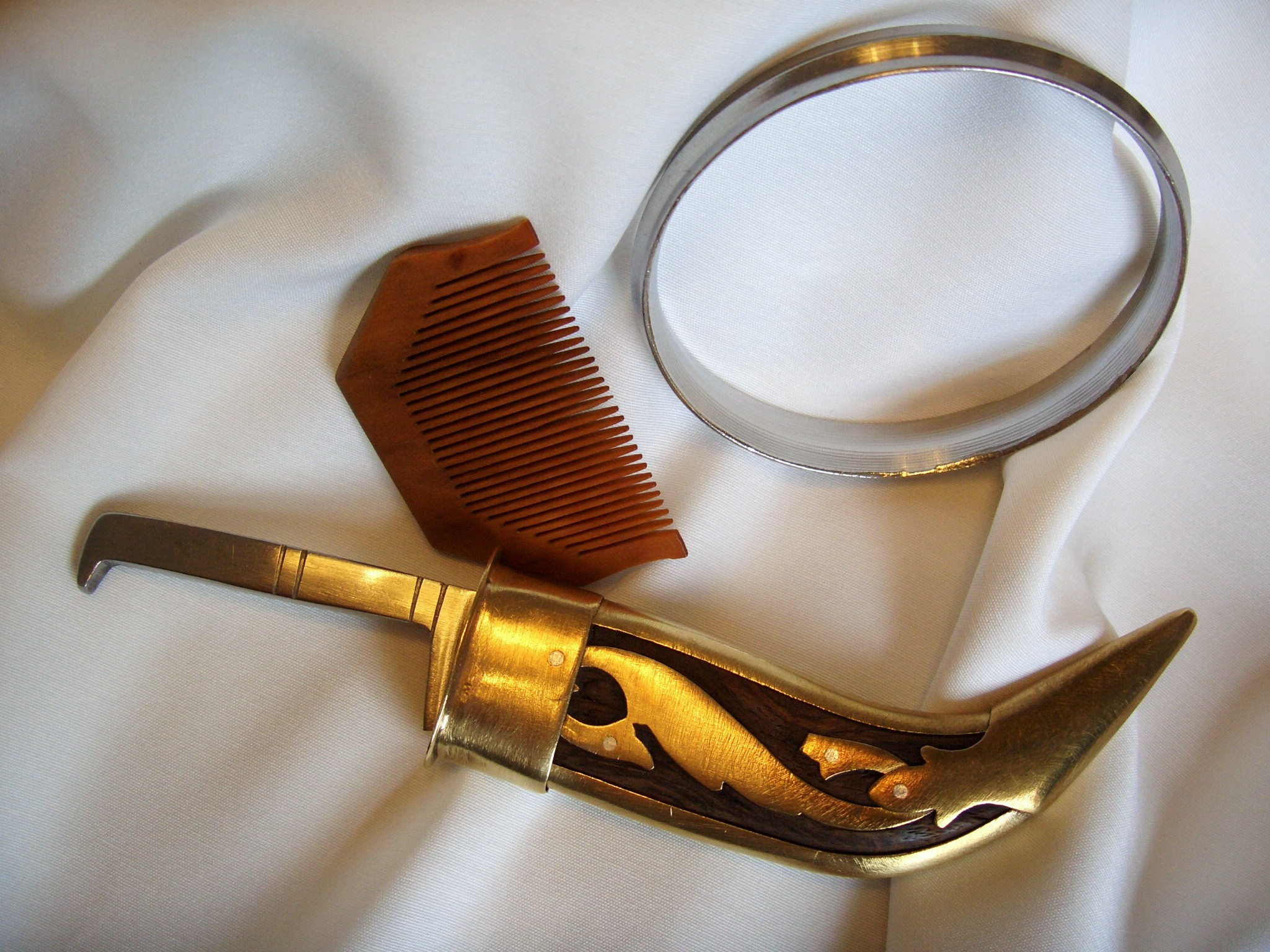
Kanga, kara e kirpan: três dos cinco artigos de fé sique.

Os cinco K (panj kakaar) são cinco artigos de fé que todos os siques batizados (Amritdhari) são obrigados a usar. Os símbolos representam os ideais do siquismo: honestidade, igualdade, fidelidade, meditação em Waheguru e nunca se curvar à tirania. Os cinco símbolos são:
1. Kesh: cabelo não cortado, geralmente amarrado e enrolado em um turbante.
2. Kanga: um pente de madeira, geralmente usado sob o turbante para manter o cabelo sempre limpo e bem cuidado.
3. Kachera: roupas íntimas de algodão, usadas por ambos os sexos; o kachera é um símbolo de castidade e também de limpeza. Também é historicamente apropriada em batalhas devido à maior mobilidade e conforto quando comparada ao dhoti.
4. Kara: um bracelete de ferro, um símbolo de eternidade, força e um lembrete constante da força de vontade de manter as mãos longe de qualquer tipo de prática antiética.
5. Kirpan: uma lâmina de ferro em diferentes tamanhos. No Reino Unido, os siques podem usar uma pequena adaga, mas em Punjab, eles podem usar uma espada curva tradicional de um a três pés de comprimento. O Kirpan é apenas uma arma de defesa e proteção religiosa, usada para servir à humanidade e contra a opressão.

### Música e instrumentos

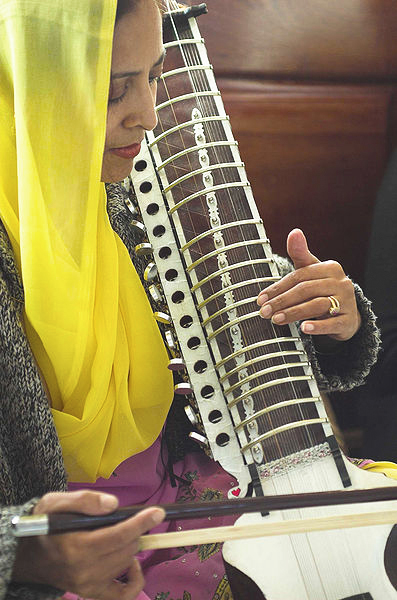
Mulher tocando dilruba

Os siques têm vários instrumentos musicais, incluindo o rebab, dilruba, taus, jori e sarinda. A execução do sarangi foi incentivada pelo Guru Har Gobind. O rebab era tocado por Bhai Mardana quando ele acompanhava o Guru Nanak em suas viagens. O jori e a sarinda foram introduzidos na música devocional sique pelo Guru Arjan. O taus (persa para "pavão") foi criado pelo Guru Har Gobind, que supostamente ouviu o canto de um pavão e quis criar um instrumento que imitasse seus sons. O dilruba foi criado pelo Guru Gobind Singh a pedido de seus seguidores, que queriam um instrumento menor do que o taus. Depois do Japji Sahib, todos os shabad do Guru Granth Sahib foram compostos como ragas. Esse tipo de canto é conhecido como Gurmat Sangeet.
Quando marchavam para a batalha, os siques tocavam um Ranjit nagara ("tambor da vitória") para elevar o moral. Os nagaras (geralmente com 60 a 90 centímetros de diâmetro, embora alguns tivessem até 1,5 metros de diâmetro) são tocados com duas baquetas. A batida dos grandes tambores e a elevação do Nishan Sahib significavam que os Singhs estavam a caminho.

## Dados demográficos

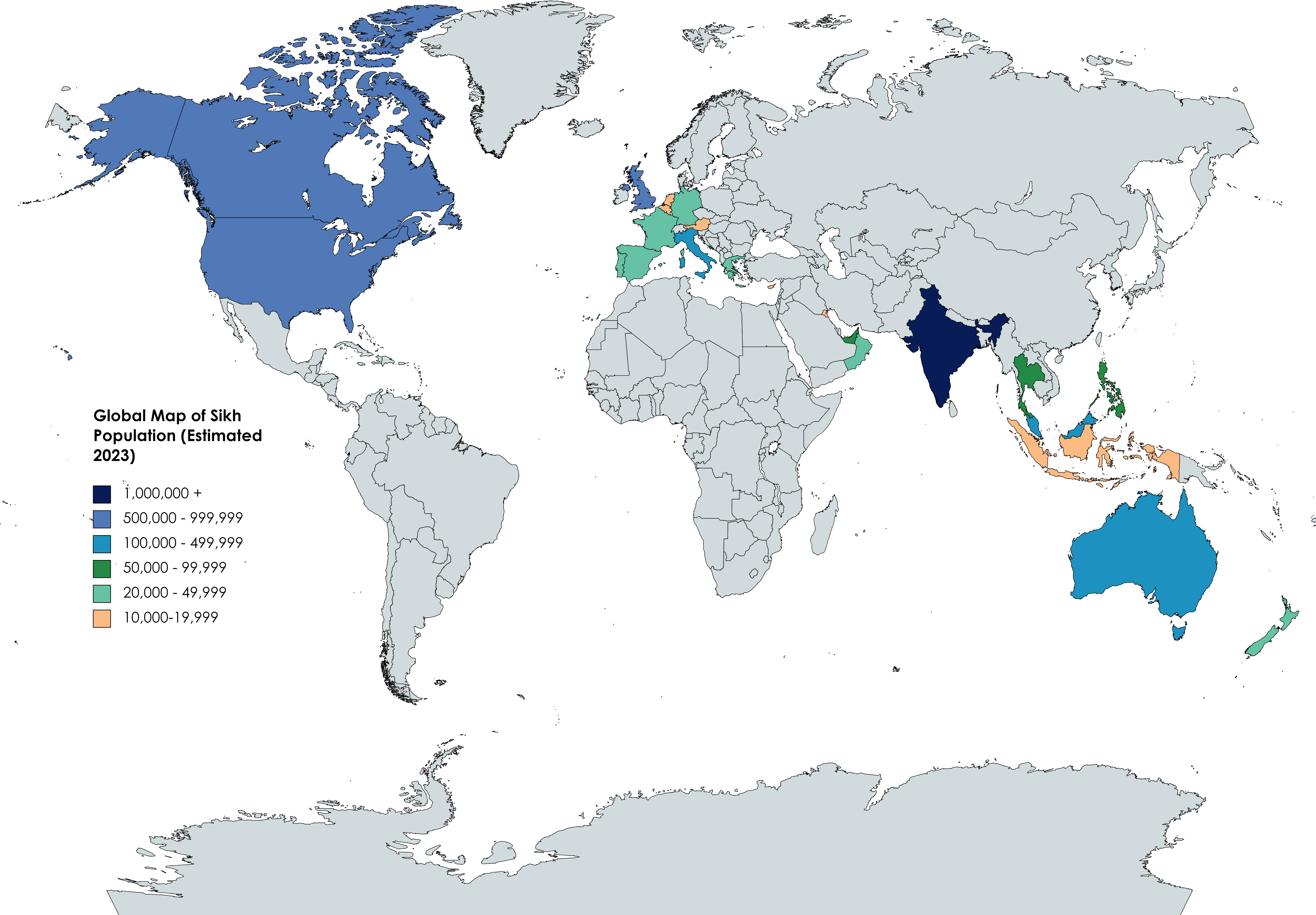
Mapa global da população sique (estimativa para 2023)

Os siques somam cerca de 26 a 30 milhões em todo o mundo, dos quais 24 a 28 milhões vivem na Índia, o que representa cerca de 90% da população sique total. Cerca de 76% de todos os siques indianos vivem no estado de Punjab, no norte da Índia, formando uma maioria de cerca de 58% da população do estado, aproximadamente 16 milhões. Comunidades substanciais de siques vivem nos estados indianos ou territórios da união de Harianá, onde somam cerca de 1,2 milhão e formam 4,91% da população, Rajastão (872.000 ou 1,27% da população), Utar Pradexe (643.000, 0,32%), Deli (570.000, 3,4%), Utaracanda (236.000, 2,34%), Jamu e Caxemira (234.000, 1,87%), Chandigar (138.000, 13,11%) e Himachal Pradexe (86.000, 1,16%).

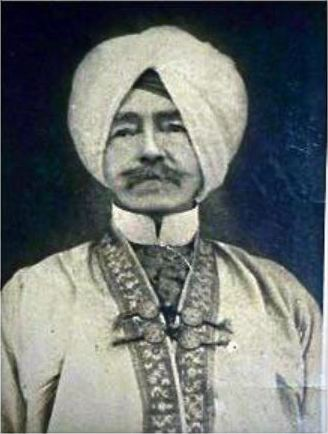
Max Arthur Macauliffe (1841-1913), administrador britânico sênior que foi enviado à Índia durante o domínio britânico de Punjab, converteu-se ao siquismo na década de 1860

O Canadá abriga a maior proporção nacional de siques (2,1% da população total) do mundo. Existe uma comunidade substancial de siques na província ocidental da Colúmbia Britânica, com cerca de 300.000 pessoas e aproximadamente 5,9% da população total. Isso representa a terceira maior proporção de siques entre todas as divisões administrativas globais, atrás apenas de Punjab e Chandigar, na Índia. Além disso, a Colúmbia Britânica, Manitoba e Yukon têm a distinção de serem três das quatro únicas divisões administrativas do mundo com o siquismo como a segunda religião mais seguida pela população.

### Migração
Como minoria religiosa, os siques lutaram por muito tempo para obter status oficial e serem contados em muitos países do mundo. Graças aos esforços das organizações e comunidades siques em seus respectivos países, agora há dados populacionais prontamente disponíveis sobre os siques como parte do censo ou das estatísticas oficiais nos seguintes territórios:
| Território             | Últimos dados | Últimos dados |
| ---------------------- | ------------- | ------------- |
| Punjab                 | 16.004.754    | 2011          |
| Índia (Resto da Índia) | 4.828.362     | 2011          |
| Canadá                 | 771.790       | 2021          |
| Inglaterra             | 520.092       | 2021          |
| Austrália              | 210.400       | 2021          |
| Nova Zelândia          | 40.908        | 2018          |
| Singapura              | 12.051        | 2020          |
| Tailândia              | 11.124        | 2010          |
| Noruega                | 4.318         | 2021          |
| Gales                  | 4.048         | 2021          |
| Fiji                   | 2.577         | 2007          |
| Irlanda                | 2.183         | 2022          |
| Nepal                  | 1.496         | 2021          |
| Irlanda do Norte       | 389           | 2021          |
| Escócia                | Pendente      | 2022          |
| Paquistão              | Pendente      | 2023          |

Observação: As estatísticas oficiais não contam as chegadas não registradas ou as pessoas que não concluíram o censo ou as pesquisas. No entanto, elas fornecem uma representação muito mais precisa das comunidades siques, ao contrário das estimativas de várias organizações siques, cujas estimativas podem variar muito sem nenhuma fonte estatisticamente válida. Portanto, as estatísticas oficiais e os dados do censo são muito importantes e as comunidades siques continuam a pressionar pela inclusão no censo em muitos países onde ainda não são contadas.
| País | Últimos dados | Últimos dados |
| ---- | ------------- | ------------- |
| EUA  | 458.957       | 2021          |

### Crescimento
A migração sique da Índia Britânica (Raj) começou de fato na segunda metade do século XIX, quando os britânicos concluíram a anexação do Punjab, o que levou à migração sique em toda a Índia e no Império Britânico. Durante o Raj, artesãos siques semiqualificados foram transportados do Punjab para a África Oriental Britânica para ajudar a construir ferrovias. Os siques emigraram da Índia após a Segunda Guerra Mundial, a maioria para o Reino Unido, mas muitos também para a América do Norte. Alguns siques que haviam se estabelecido no leste da África foram expulsos pelo ditador ugandense Idi Amin em 1972. A economia é um fator importante na migração sique, e existem comunidades significativas no Reino Unido, Estados Unidos, Malásia, leste da África, Austrália, Singapura e Tailândia.
Após a partição da Índia em 1947, muitos siques do que viria a ser o Punjab do Paquistão migraram para a Índia e para o Afeganistão devido ao medo de perseguição. O Afeganistão abrigava centenas de milhares de siques e hindus na década de 1970, mas devido às guerras no Afeganistão na década de 2010, a grande maioria dos siques afegãos migrou para a Índia, o Paquistão ou o Ocidente.
Embora a taxa de migração sique do Punjab tenha permanecido alta, os padrões tradicionais de migração sique que favorecem os países de língua inglesa (principalmente o Reino Unido) mudaram na última década devido às leis de imigração mais rígidas. Moliner (2006) escreveu que, como consequência da migração sique para o Reino Unido ter se tornado "praticamente impossível desde o final da década de 1970", os padrões de migração evoluíram para a Europa continental. A Itália é um destino de rápido crescimento para a migração sique, sendo que Régio da Emília e Vicenza têm aglomerados populacionais siques significativos. Os siques italianos geralmente estão envolvidos na agricultura, no processamento agrícola, na fabricação de máquinas-ferramentas e na horticultura.

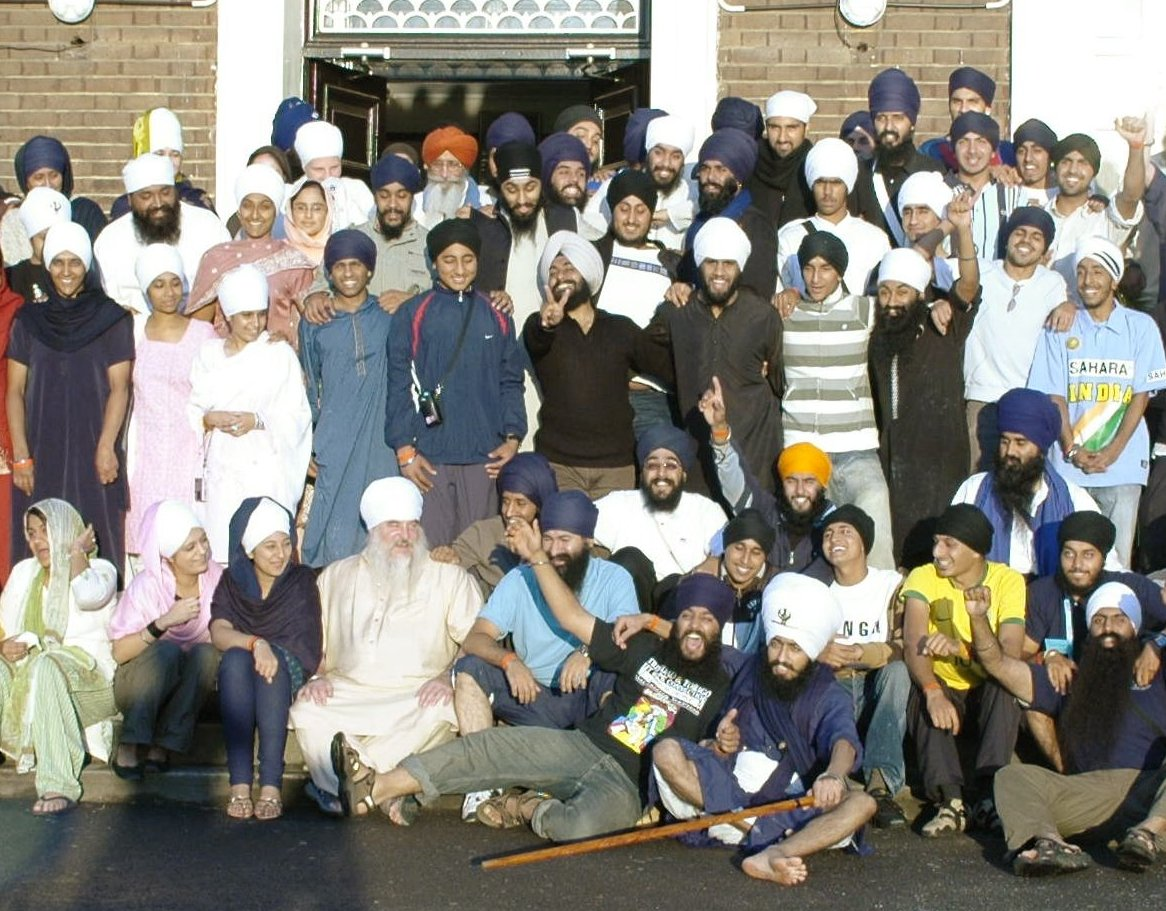
Um grupo de siques

Johnson e Barrett (2004) estimam que a população sique global aumenta anualmente em 392.633 (1,7% ao ano, com base nos números de 2004); essa porcentagem inclui nascimentos, mortes e conversões. Principalmente por razões socioeconômicas, os siques indianos têm a menor taxa de crescimento ajustada de qualquer grupo religioso importante na Índia, de 16,9% por década (estimada de 1991 a 2001), e diminuiu ainda mais para apenas 8,4% no relatório do censo de 2011. Os siques no mundo têm a menor taxa de fertilidade, de 1,6 filhos por mulher, de acordo com a pesquisa de estimativa (2019-20). A população sique tem o menor equilíbrio de gênero na Índia, com apenas 903 mulheres para cada 1.000 homens, de acordo com o censo indiano de 2011. A população sique mundial estimada era de mais de 30 milhões em 2020 e chegará a 42 milhões em 2050. Espera-se que aumente para 62 milhões até 2100, considerando a taxa de crescimento prevista de 1,7% ao ano e acrescentando pelo menos 400.000 seguidores anualmente.
Como a taxa de crescimento sique caiu de 1,7% (16,9% na estimativa de 1991 a 2001) para 0,84% (8,4% em 2001-2011) no relatório de 2011, portanto, com base em sua taxa de crescimento, sua população aumentará 196.316 (0,84% com base nos números de 2011) por ano e chegará a 36 milhões em 2050, devendo chegar a 52 milhões em 2100, considerando a taxa de crescimento prevista de 0,84% e acrescentando pelo menos 200.000 seguidores anualmente.
O Siquismo é a religião que mais cresce no Canadá, na Austrália e na Nova Zelândia. O crescimento é contribuído principalmente pela imigração de siques indianos ao longo das décadas. O Siquismo é a quarta maior religião do Canadá e a quinta maior religião da Austrália e da Nova Zelândia. O crescimento decadal dos siques é maior nesses países em comparação com o crescimento decadal da população sique na Índia, o que os torna a religião de crescimento mais rápido nesses países. O Canadá tem a maior proporção de siques no mundo, que é de 2,12% em 2021, em comparação com a Índia, que é de 1,72% em 2011, respectivamente.

### Castas
Como o Siquismo nunca buscou ativamente conversões, os siques permaneceram como um grupo étnico relativamente homogêneo. A casta ainda pode ser praticada por alguns siques, apesar dos apelos do Guru Nanak para que todos sejam tratados igualmente no Sri Granth Sahib.
Junto com o Guru Nanak, outros gurus siques também denunciaram a hierarquia do sistema de castas; no entanto, todos eles pertenciam à mesma casta, os Khatris. A maioria dos siques pertence à casta Jatt (jates), tradicionalmente agrária em sua ocupação. Apesar de serem muito pequenas em número, as castas Khatri e Arora (agiotas) também exercem considerável influência na comunidade sique. Outras castas siques comuns incluem Ahluwalias (cervejeiros), Kambojs ou Kambos (casta rural), Ramgarhias (artesãos), Brahmins (classe sacerdotal), Rajputs (kshatriyas), Sainis (agrários), Rai Sikh (casta rural), Labanas (comerciantes), Kumhars, Mazhabi e Ramdasia/Ravidasias.
Alguns siques, especialmente os que pertencem às castas dominantes proprietárias de terras, não se livraram de todos os seus preconceitos contra os dalits. Embora os dalits tivessem permissão para entrar nos gurdwaras das aldeias, em alguns gurdwaras, eles não tinham permissão para cozinhar ou servir o langar (refeição comunitária). Portanto, sempre que puderam mobilizar recursos, os siques dalits de Punjab tentaram construir seu próprio gurdwara e outras instituições de nível local para obter um certo grau de autonomia cultural. Em 1953, o líder e ativista sique Mestre Tara Singh conseguiu persuadir o governo indiano a incluir as castas siques dos intocáveis convertidos na lista de castas registradas. No Comitê Shiromani Gurdwara Prabandhak, 20 dos 140 assentos são reservados para siques de baixa casta.
Outras castas (com mais de 1.000 membros) incluem Arain, Bhatra, Bairagi, Bania, Basith, Bawaria, Bazigar, Bhabra, Chamar, Chhimba (produtores de algodão), Darzi, Dhobi, Gujjar, Jhinwar, Kahar, Kalal, Kumhar, Lohar, Mahtam, Megh, Mirasi, Mochi, Nai, Ramgharia, Sansi, Sudh, Tarkhan e Kashyap.
Karnail Singh Panjoli, membro do Comitê Shiromani Gurdwara Prabandhak, diz que também há várias comunidades dentro do termo Nanakpanthis. Além dos hindus sindi, "há grupos como Sikhligarh, Vanjaarey, Nirmaley, Lubaney, Johri, Satnamiye, Udaasiyas, hindus punjabi etc. que se autodenominam Nanakpanthis apesar de serem hindus.

## Diáspora
Como os siques usam turbantes e barbas, os homens siques nos países ocidentais têm sido confundidos com muçulmanos, árabes e/ou afegãos desde os ataques de 11 de setembro e a Guerra do Iraque. Vários dias após os ataques de 11 de setembro, o proprietário de um posto de gasolina sique-americano, Balbir Singh Sodhi, foi assassinado no Arizona por um homem que acreditava que Sodhi era membro da Al-Qaeda, marcando o primeiro crime de ódio registrado nos Estados Unidos motivado pelo 11 de setembro. A CNN sugeriu um aumento nos crimes de ódio contra homens siques nos EUA e no Reino Unido após os ataques de 11 de setembro.
Em uma tentativa de promover líderes siques no mundo ocidental, existem iniciativas para jovens de várias organizações. A Aliança da Juventude Sique da América do Norte patrocina um Simpósio da Juventude Sique anual.
A diáspora sique tem sido mais bem-sucedida no Reino Unido, e os siques do Reino Unido têm a maior porcentagem de propriedade de casas (82%) de qualquer comunidade religiosa. Os siques do Reino Unido são o segundo grupo religioso mais rico do Reino Unido (depois da comunidade judaica), com uma riqueza familiar total média de £229.000.
Em maio de 2019, o governo do Reino Unido isentou o kirpan da lista de facas proibidas. O governo do Reino Unido aprovou uma emenda pela qual os siques do país teriam permissão para portar kirpans e usá-los durante funções religiosas e culturais. O projeto de lei foi emendado para garantir que não afetaria o direito da comunidade sique britânica de possuir e fornecer kirpans, ou espadas religiosas. Da mesma forma, o Fundo Americano Jurídico de Defesa e Educação Sique anulou uma lei de 1925 do Óregon que proibia o uso de turbantes por professores e funcionários do governo em 2010.

## Agricultura
Historicamente, a maioria dos indianos tem sido agricultora e 66% da população indiana está envolvida na agricultura. Os siques indianos trabalham na agricultura em menor escala; o censo de 2001 da Índia constatou que 39% da população ativa do Punjab trabalhava nesse setor. De acordo com o cientista político sueco Ishtiaq Ahmad, um fator para o sucesso da Revolução Verde indiana foi o "camponês sique cultivador, geralmente o Jatt, cuja coragem, perseverança, espírito de empreendimento e habilidade muscular se mostraram cruciais". Entretanto, a física indiana Vandana Shiva escreveu que a revolução verde tornou invisíveis os "impactos negativos e destrutivos da ciência (ou seja, a Revolução Verde) sobre a natureza e a sociedade" e foi um catalisador para as tensões entre siques e hindus punjabis, apesar do crescimento da riqueza material.

## Siques na história moderna
Manmohan Singh é um economista, acadêmico e político indiano que foi o 13º primeiro-ministro da Índia de 2004 a 2014. Primeiro e único sique e não hindu a ocupar o cargo, Singh também foi o primeiro primeiro-ministro desde Jawaharlal Nehru a ser reeleito após completar um mandato completo de cinco anos.
Entre os siques notáveis na ciência estão o cientista nuclear Piara Singh Gill; o pioneiro da fibra óptica Narinder Singh Kapany; e o físico, escritor científico e radialista Simon Singh.
Nos negócios, as varejistas de roupas New Look, sediada no Reino Unido, e JASPAL, sediada na Tailândia, foram fundadas por siques. A maior empresa farmacêutica da Índia, os Laboratórios Ranbaxy, é dirigida por siques e a Apollo Tyres é dirigida por Onkar Singh Kanwar. Em Singapura, Kartar Singh Thakral expandiu a empresa comercial de sua família, a Thakral Holdings, para ativos que totalizam quase US$ 1,4 bilhão e é a 25ª pessoa mais rica de Singapura. O sique Bob Singh Dhillon é o primeiro bilionário indo-canadense. O CEO da Mastercard era um sique chamado Ajaypal Singh Banga.
Nos esportes, os siques incluem o jogador de críquete inglês Monty Panesar; o ex-corredor de 400 metros Milkha Singh; seu filho, o golfista profissional Jeev Milkha Singh; o lutador de luta livre indiano e ator Dara Singh; ex-capitães do time de hóquei indiano Sandeep Singh, Ajitpal Singh e Balbir Singh Sr.; ex-capitão do time de críquete indiano Bishen Singh Bedi; Harbhajan Singh, o jogador de críquete mais bem-sucedido da Índia; Yuvraj Singh, jogador versátil vencedor da Copa do Mundo (de críquete); Maninder Singh, jogador de críquete vencedor da Copa do Mundo; e Navjot Singh Sidhu, ex-craque indiano que se tornou político.
Os siques em Bollywood, nas artes em geral, incluem o poeta e letrista Rajkavi Inderjeet Singh Tulsi; Gulzar; Jagjit Singh; Dharmendra; Sunny Deol; o escritor Khushwant Singh; as atrizes Neetu Singh, Simran Judge, Poonam Dhillon, Mahi Gill, Esha Deol, Parminder Nagra, Gul Panag, Mona Singh, Namrata Singh Gujral; e os diretores Gurinder Chadha e Parminder Gill.
Entre os siques do setor musical punjabi estão Sidhu Moosewala, Diljit Dosanjh, Babu Singh Maan, Surjit Bindrakhia, Ammy Virk, Karan Aujla, Jazzy B e Miss Pooja.

## Nos exércitos indiano e britânico
De acordo com uma estimativa de 1994, os siques e hindus de Punjab representavam de 10 a 15% de todas as patentes do exército indiano. O governo indiano não divulga as origens religiosas ou étnicas dos militares, mas um relatório de Tim McGirk, de 1991, estimou que 20% dos oficiais do exército indiano eram siques. Juntamente com os gurkhas recrutados no Nepal, a Infantaria Leve Maratha de Maharashtra e o Regimento Jatt, os siques são uma das poucas comunidades que têm regimentos exclusivos no exército indiano. O Regimento Sikh é um dos regimentos mais condecorados do exército, com 73 Honras de Batalha, 14 Cruzes Victoria (CV), 21 Ordens Indianas de Mérito de primeira classe (equivalente à CV), 15 Honras de Teatro, 5 Citações de Unidade COAS, dois Param Vir Chakras, 14 Maha Vir Chakras, 5 Kirti Chakras, 67 Vir Chakras e 1.596 outros prêmios. O general de mais alta patente na história da Força Aérea Indiana é um sique punjabi, o Marechal da Força Aérea Arjan Singh. Os planos do Ministério da Defesa do Reino Unido para um regimento de infantaria sique foram descartados em junho de 2007.
Os siques apoiaram os britânicos durante a Rebelião Indiana de 1857. No início da Primeira Guerra Mundial, os siques do Exército da Índia Britânica totalizavam mais de 100.000 (20% da força). Até 1945, quatorze CV foram concedidas a siques, um recorde regimental per capita. Em 2002, os nomes de todos os siques que receberam a CV e a Cruz de Jorge foram inscritos no monumento do Memorial Gates em Constitution Hill, próximo ao Palácio de Buckingham. Chanan Singh Dhillon foi fundamental na campanha pelo memorial.

Durante a Primeira Guerra Mundial, os batalhões siques lutaram no Egito, Palestina, Mesopotâmia, Gallipoli e França. Seis batalhões do Regimento Sikh foram criados durante a Segunda Guerra Mundial, servindo na Segunda Batalha de El Alamein, nas campanhas da Birmânia e da Itália e no Iraque, recebendo 27 honras de batalha. Em todo o mundo, os siques são homenageados nos cemitérios da Commonwealth.

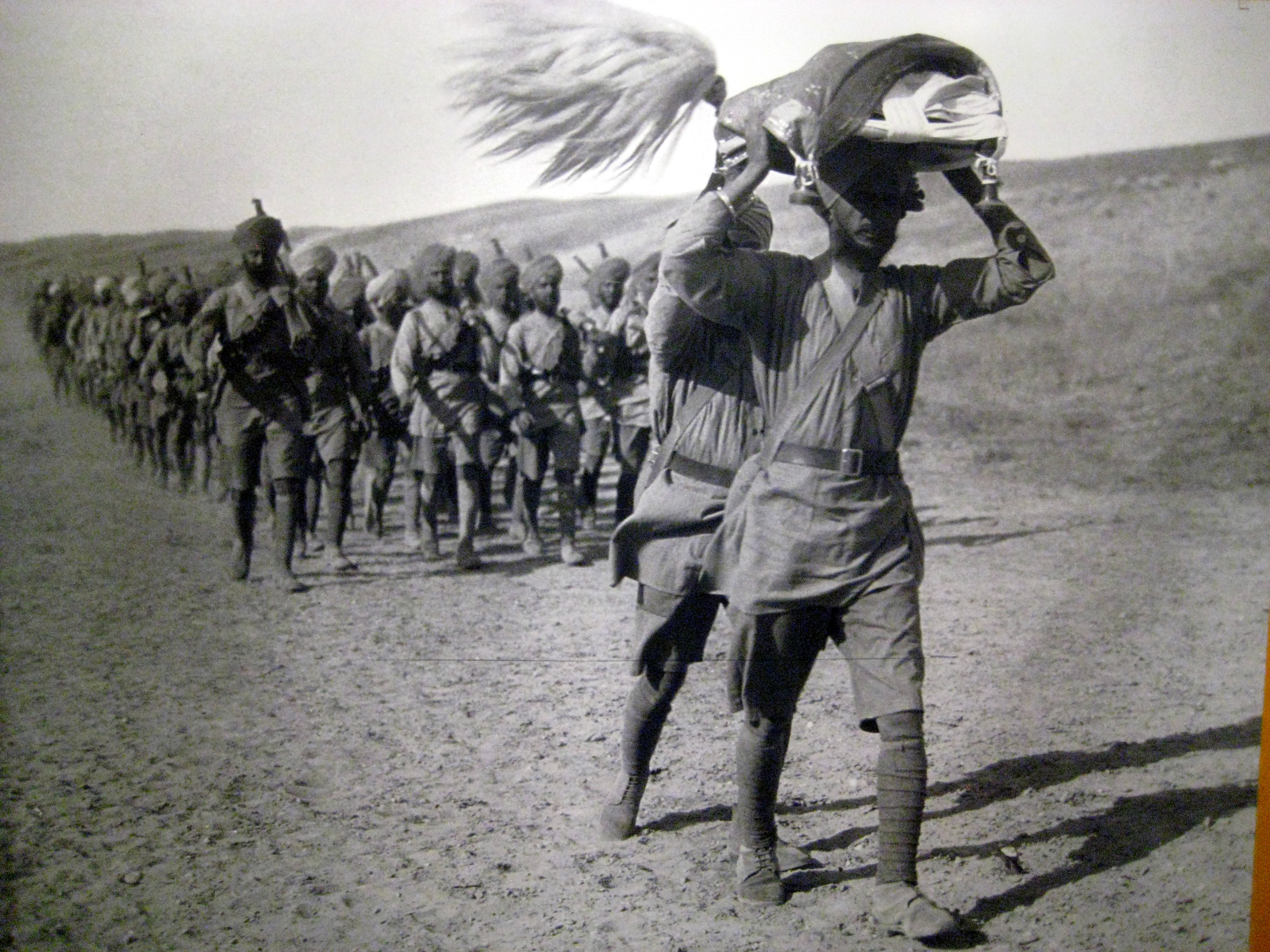
Siques na Primeira Guerra Mundial, marchando com suas escrituras, o Guru Granth Sahib.
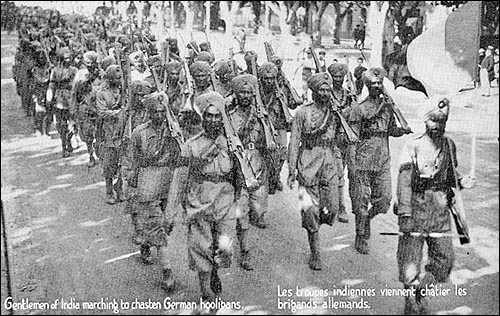
Cartão postal francês retratando a chegada do 15º Regimento Sikh à França durante a Primeira Guerra Mundial; o cartão postal bilíngue diz: "Cavalheiros da Índia marchando para castigar os hooligans alemães".
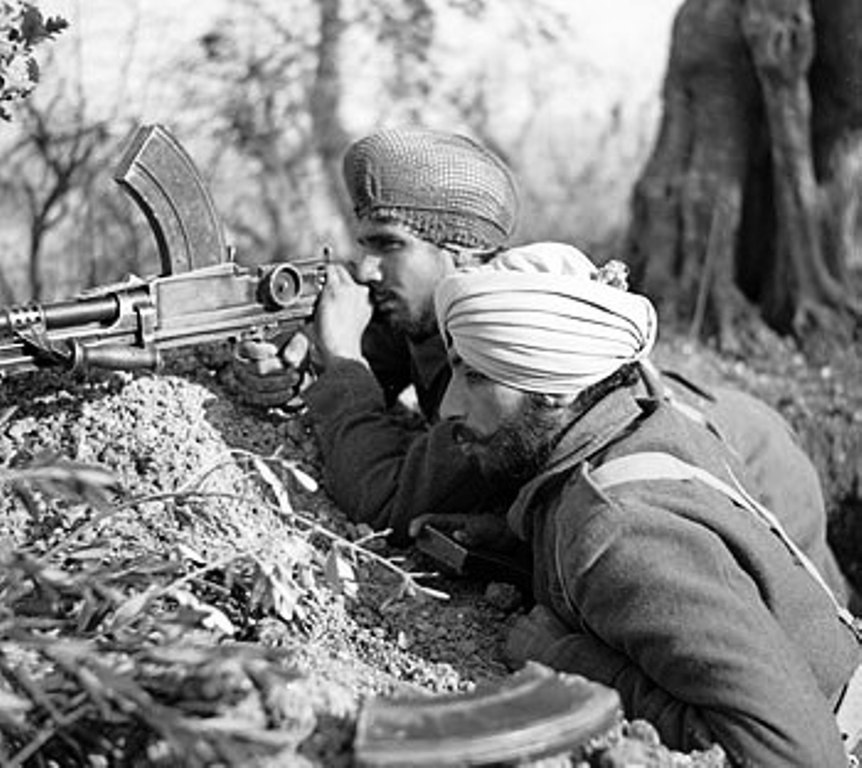
Soldados siques indianos na campanha italiana.
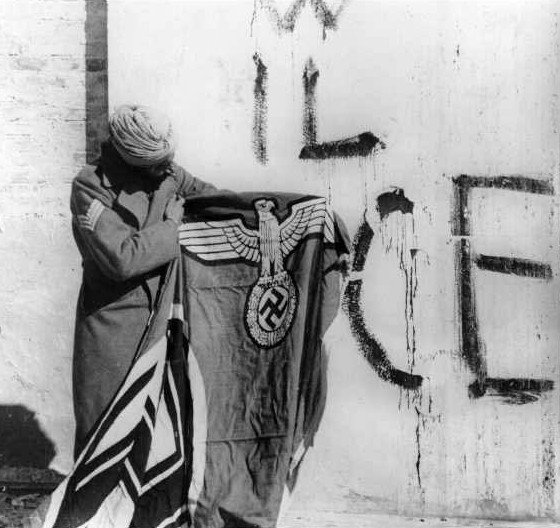
Soldado sique com a bandeira suástica capturada da Alemanha nazista.
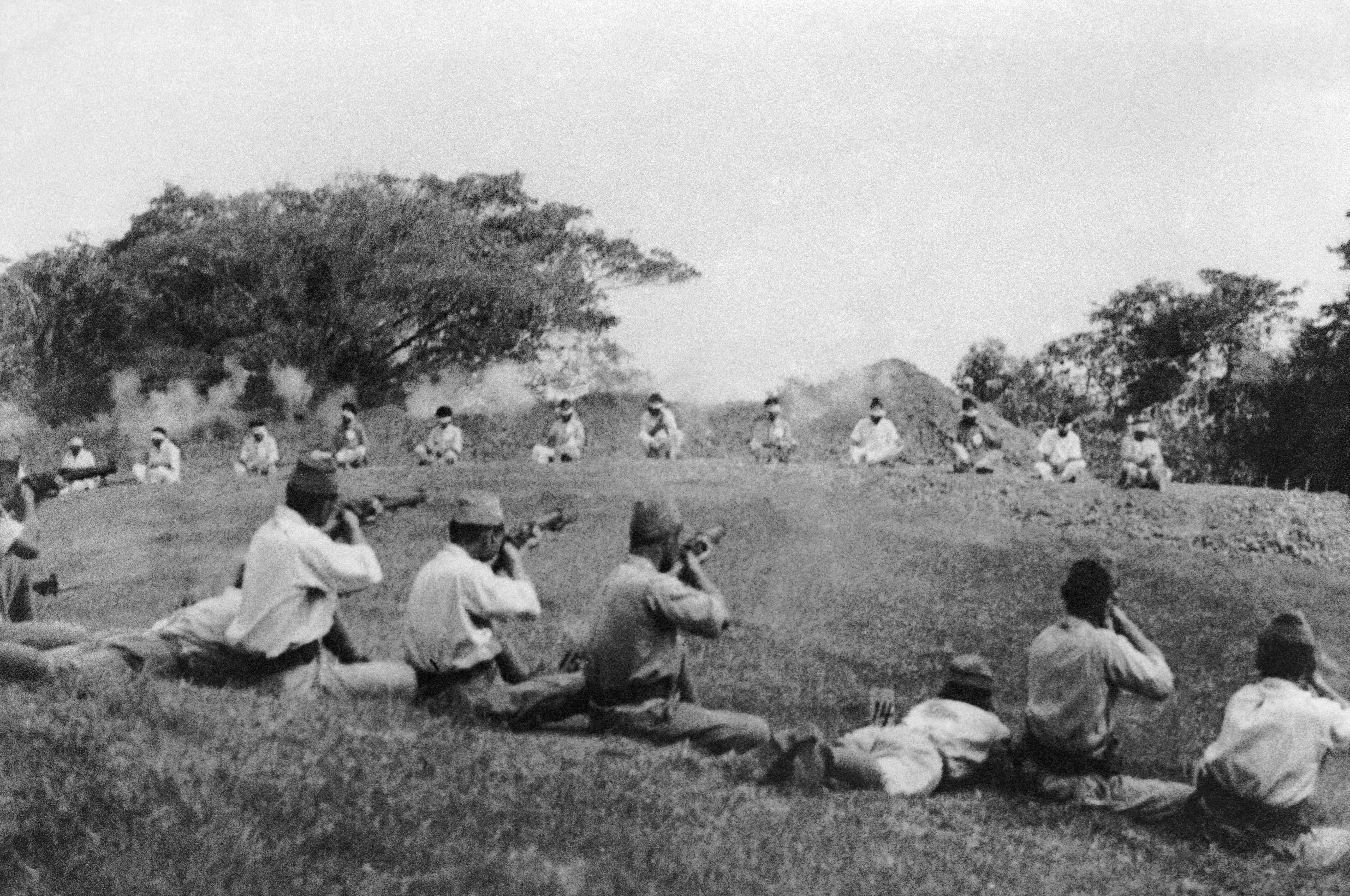
Soldados japoneses atirando em prisioneiros siques com os olhos vendados na Segunda Guerra Mundial.

## Movimento Calistão

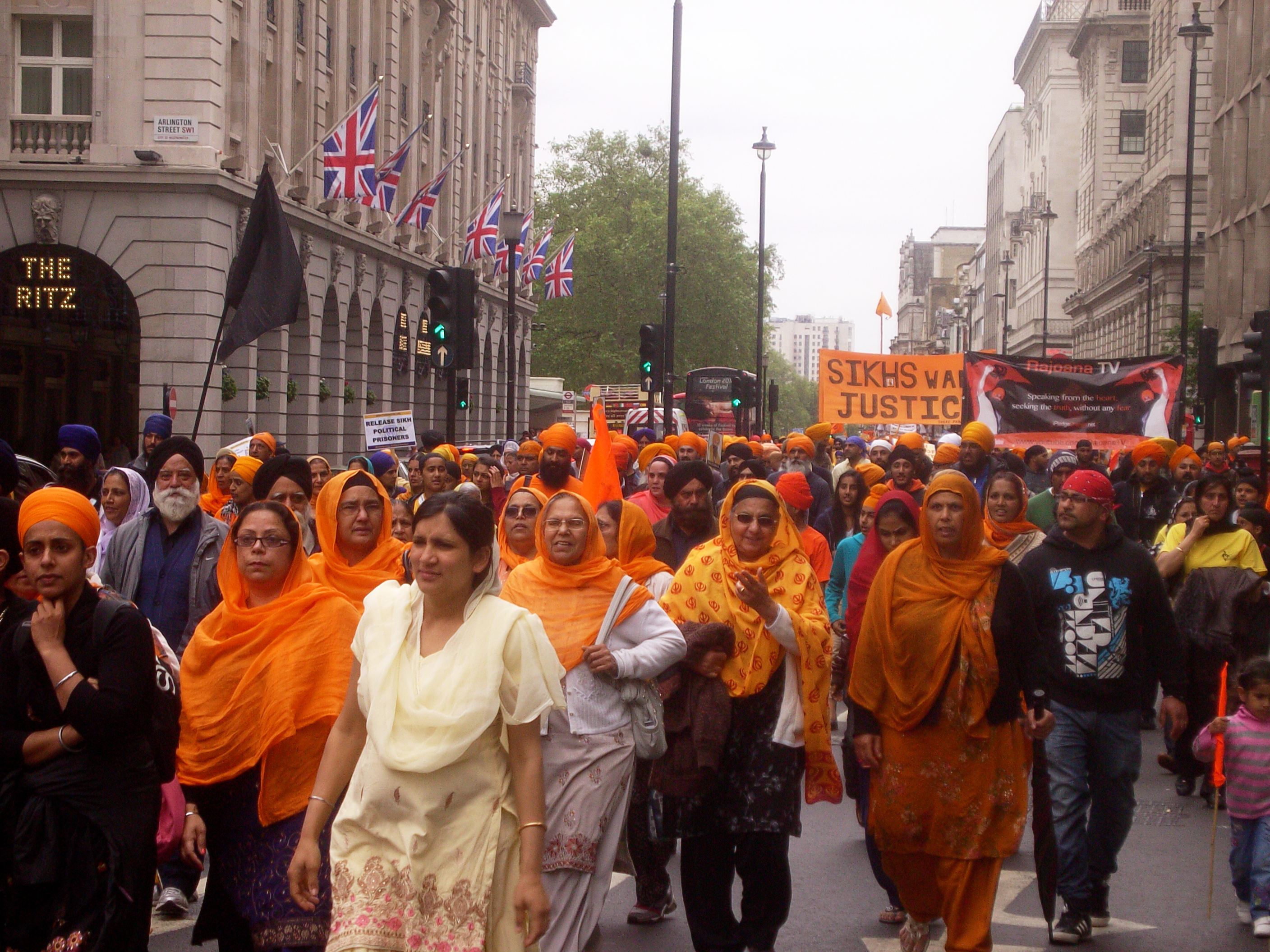
Siques em Londres protestando contra ações do governo indiano

O movimento Calistão é um movimento separatista sique que busca criar um país separado chamado Calistão (Khalistān - "A Terra do Khalsa") na região de Punjab, no sul da Ásia, para servir como pátria para os siques. A definição territorial do país proposto Calistão consiste tanto no Punjab, na Índia, quanto no Punjab, no Paquistão, e inclui partes de Harianá, Himachal Pradexe, Jamu e Caxemira e Rajastão.
O movimento Khalistan começou como um empreendimento de expatriados. Em 1971, o primeiro apelo explícito ao Calistão foi feito em um anúncio publicado no The New York Times por um expatriado (Jagjit Singh Chohan). Ao proclamar a formação do Calistão, ele conseguiu arrecadar milhões de dólares da diáspora sique. Em 12 de abril de 1980, ele declarou a formação do "Conselho Nacional do Calistão", em Anandpur Sahib. Ele se declarou presidente do conselho e nomeou Balbir Singh Sandhu como seu secretário-geral. Em maio de 1980, Chohan viajou para Londres e anunciou a formação do Calistão. Um anúncio semelhante foi feito por Balbir Singh Sandhu em Amritsar, onde ele começou a lançar selos e moedas do Calistão. A inação das autoridades em Amritsar e em outros lugares foi considerada uma manobra política do Partido do Congresso de Indira Gandhi pelo Akali Dal, liderado pelo líder sique Harchand Singh Longowal.
O movimento floresceu no estado indiano de Punjab após a Operação Estrela Azul. Seus proponentes conseguiram obter financiamento de uma diáspora em luto. Em junho de 1985, o voo 182 da Air India foi bombardeado pela Babbar Khalsa, uma organização terrorista pró-Calistão. Em janeiro de 1986, o Templo Dourado foi ocupado por militantes pertencentes à Federação de Estudantes Siques da Índia e à Damdami Taksal. Em 26 de janeiro de 1986, uma reunião conhecida como Sarbat Khalsa (um parlamento de fato) aprovou uma resolução (gurmattā) a favor da criação do Calistão. Posteriormente, vários grupos de militantes rebeldes a favor do Calistão empreenderam uma grande insurgência contra o governo da Índia. As forças de segurança indianas reprimiram a insurgência no início da década de 1990, mas os grupos políticos siques, como o partido Khalsa Raj e o Shiromani Akali Dal (Amritsar), continuaram a buscar um Calistão independente por meios não violentos. Organizações pró-Calistão, como a Dal Khalsa, também atuam fora da Índia, com o apoio de uma parte da diáspora sique.
Na década de 1990, a insurgência diminuiu, e o movimento não conseguiu atingir seu objetivo devido a vários motivos, incluindo uma forte repressão policial aos separatistas, divisões entre os siques e perda de apoio da população sique. Entretanto, vários grupos pró-Calistão, tanto políticos quanto militantes, continuam comprometidos com o movimento separatista. Há alegações de financiamento de siques de fora da Índia para atrair jovens para grupos militantes. Também houve várias alegações de que o movimento é motivado e apoiado pela agência de inteligência externa do Paquistão, o ISI.

## Arte e cultura

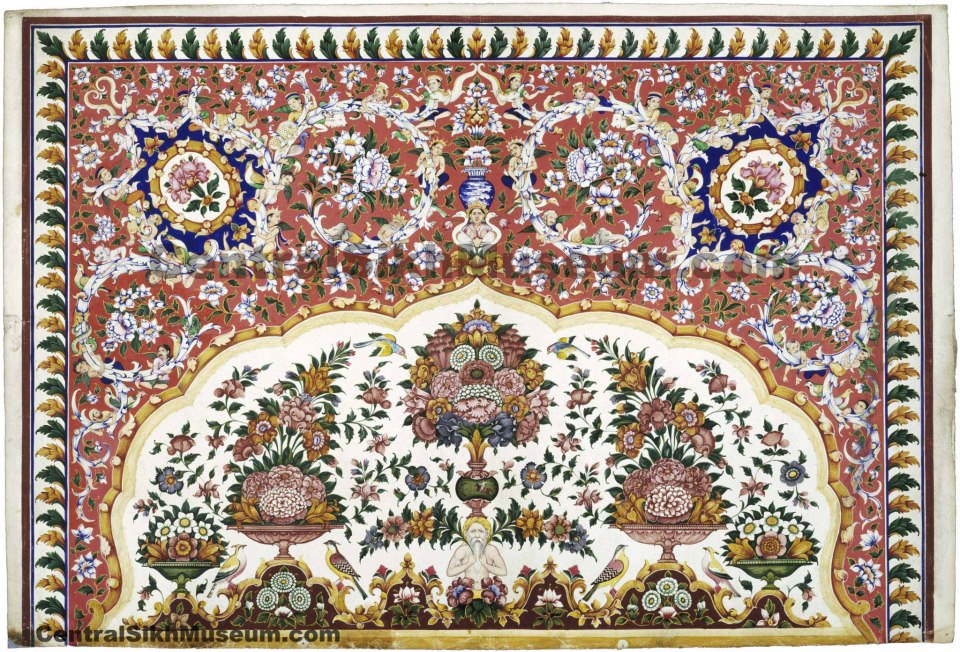
Arte nakashi em aquarela opaca sobre papel; cerca de 1880, por um artista desconhecido de Laore ou Amritsar, e usada para decorar as paredes de Harmandir Sahib.

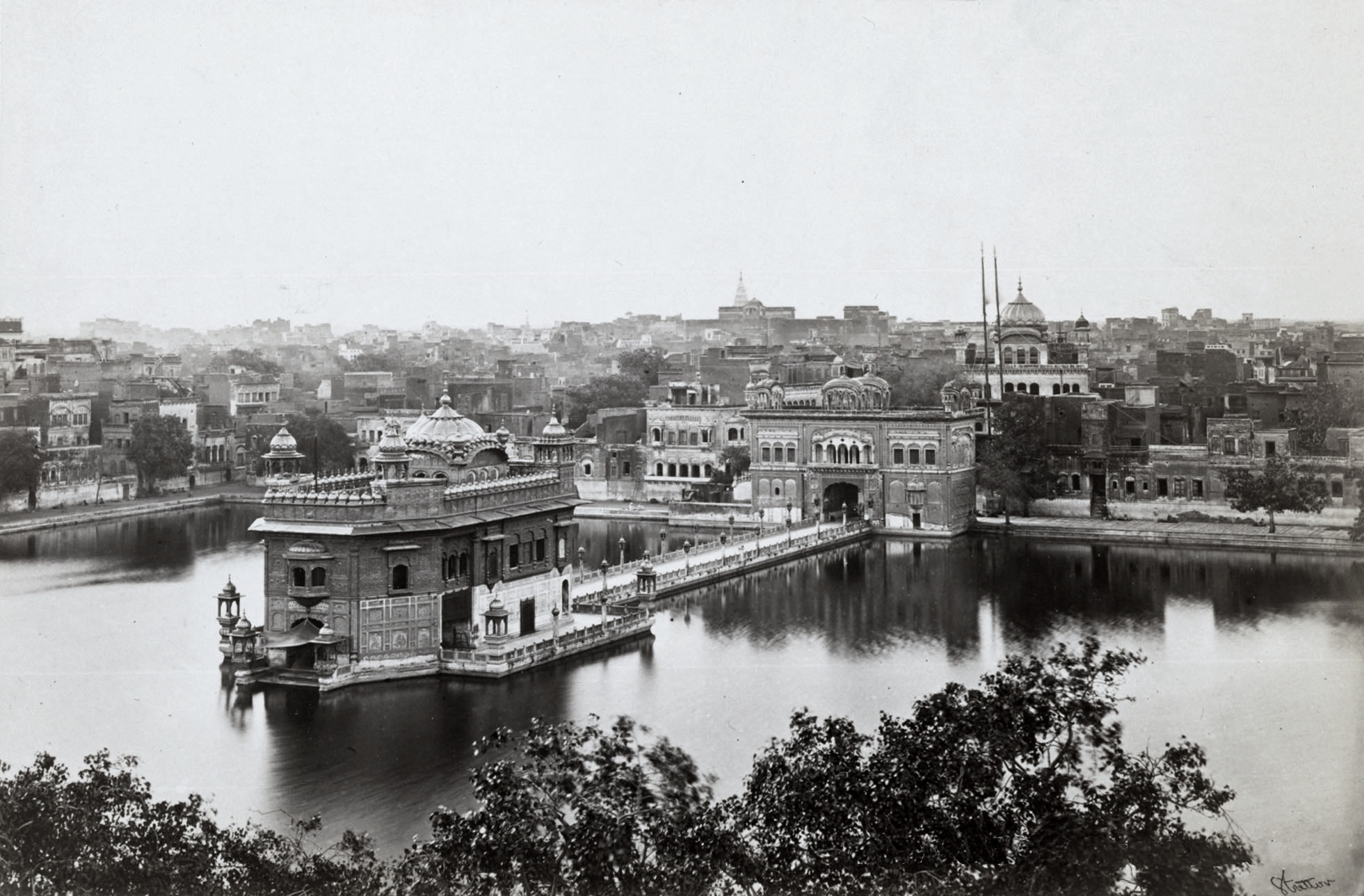
Darbar Sahib, por volta de 1870

A arte e a cultura siques são quase sinônimos da cultura punjabi, e os siques são facilmente reconhecidos por seu turbante característico (dastār). Punjab tem sido chamado de caldeirão da Índia, devido à confluência de culturas invasoras dos rios que deram origem ao nome da região. A cultura sique é, portanto, uma síntese de culturas. O Siquismo forjou uma arquitetura única, que S. S. Bhatti descreveu como "inspirada pelo misticismo criativo do Guru Nanak" e "é um prenúncio mudo do humanismo holístico baseado na espiritualidade pragmática". A organização americana sem fins lucrativos United Sikhs lutou para que os siques também fossem incluídos no censo dos EUA, argumentando que os siques "se identificam como uma minoria étnica" e acreditam "que são mais do que apenas uma religião".
Durante a perseguição mogol e afegã aos siques nos séculos XVII e XVIII, eles se preocuparam em preservar sua religião e deram pouca importância à arte e à cultura. Com a ascensão de Ranjit Singh e do Sikh Raj em Laore e Delhi, houve uma mudança no cenário da arte e da cultura em Punjab; hindus e siques podiam construir santuários decorados sem medo de destruição ou saques.
A Confederação Sique foi o catalisador de uma forma de expressão exclusivamente sique, com Ranjit Singh encomendando fortes, palácios, bungas (locais residenciais) e faculdades em estilo sique. A arquitetura sique é caracterizada por cúpulas caneladas douradas, cúpulas, quiosques, lanternas de pedra, balaústres ornamentados e telhados quadrados. O auge do estilo sique é o Harmandir Sahib (também conhecido como Templo Dourado) em Amritsar.
A cultura sique é influenciada por motivos militaristas (sendo o Khanda o mais óbvio), e a maioria dos artefatos siques - exceto as relíquias dos gurus - tem um tema militar. Esse tema é evidente nos festivais siques de Hola Mohalla e Vaisakhi, que apresentam marchas e demonstrações de bravura.
Embora a arte e a cultura da diáspora sique tenham se fundido com as de outros grupos de imigrantes indianos em categorias como "asiático britânico", "indo-canadense" e "cultura desi", surgiu um fenômeno cultural menor que pode ser descrito como "sique político". A arte dos siques da diáspora, como Amarjeet Kaur Nandhra, Amrit e Rabindra Kaur Singh (as gêmeas Singh) é influenciada por seu siquismo e por assuntos atuais em Punjab.
Bhangra e Giddha são duas formas de dança folclórica de Punjabi que foram adaptadas e pioneiras pelos siques. Os siques de Punjabi defenderam essas formas de expressão em todo o mundo, o que fez com que a cultura sique ficasse ligada ao Bhangra (embora o "Bhangra não seja uma instituição sique, mas sim punjabi").

### Pintura

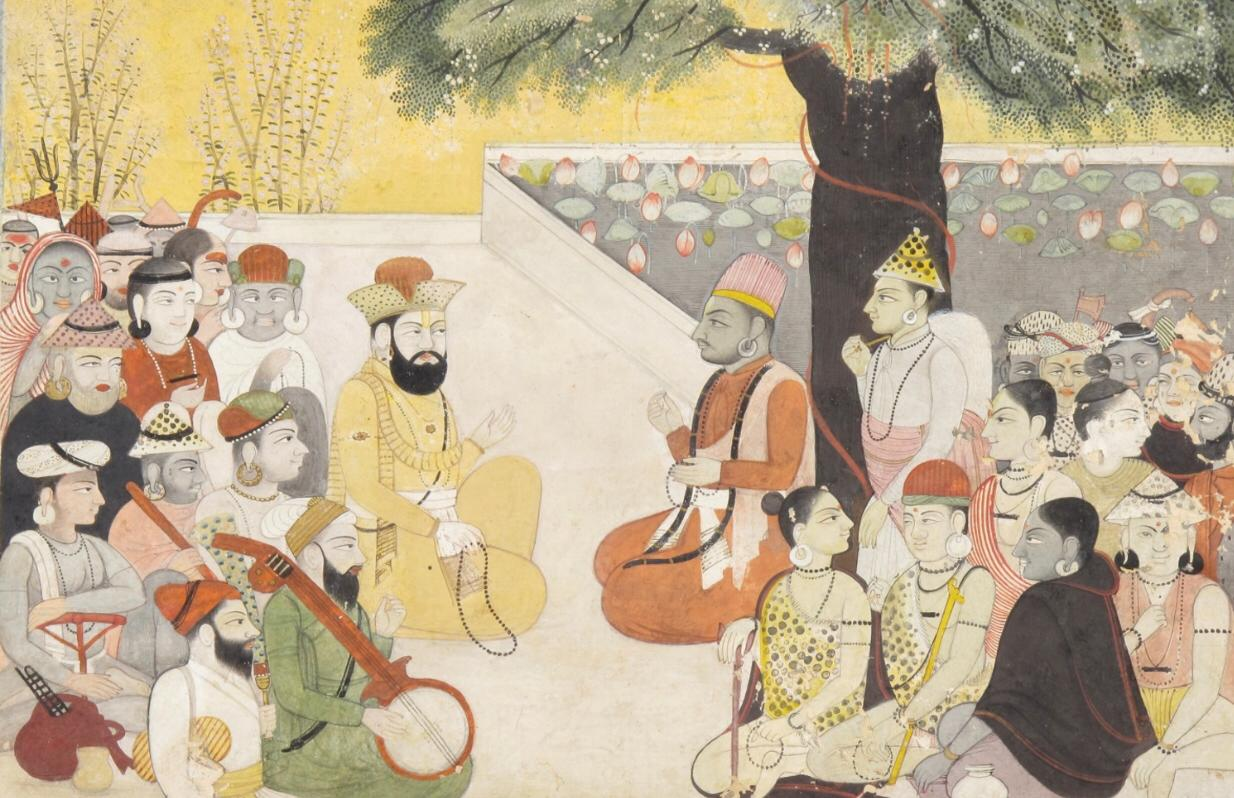
Pintura do Guru Nanak com seus companheiros, Bhai Mardana e Bhai Bala, em debate com os siddhs.

A pintura sique é um desdobramento direto da escola de pintura de Kangra. Em 1810, Ranjeet Singh (1780-1839) ocupou o Forte de Kangra e nomeou Sardar Desa Singh Majithia seu governador das colinas de Punjab. Em 1813, o exército sique ocupou o estado de Guler, e Raja Bhup Singh tornou-se vassalo dos siques. Com o reino sique de Laore se tornando o poder supremo, alguns dos pintores Pahari de Guler migraram para Lahore para receber o patrocínio de Maharaja Ranjeet Singh e seus Sardars.
A escola sique adaptou a pintura de Kangra às necessidades e aos ideais siques. Seus principais temas são os dez gurus siques e as histórias dos Janamsakhis do Guru Nanak. O décimo Guru, Gobind Singh, deixou uma profunda impressão nos seguidores da nova fé por causa de sua coragem e sacrifícios. Cenas de caça e retratos também são comuns na pintura sique.
O pintor sique Kanwar Singh é famoso por criar pinturas excepcionais dedicadas exclusivamente à religião e à história sique desde 2007. Seu trabalho é continuamente exibido em todo o mundo em locais de patrimônio proeminentes, como o museu Virasat-e-Khalsa em Anandpur Sahib. Uma exposição de arte itinerante foi lançada, chamada Journey of the Mind (Jornada da Mente), iniciando sua turnê no Reino Unido na cidade de Birmingham antes de seguir para Bristol, Nottingham, Glasgow e Londres em 2022 e 2023.

### Santuários
Há um antigo santuário sique chamado "Prachin Guru Nanak Math", que fica em uma pequena colina, ao lado da ponte Bishnumati, em Balaju. Diz-se que Guru Nanak visitou o Nepal durante seu terceiro Udasi, quando retornava do Monte Kailash, no Tibete. Diz-se que Nanak ficou em Balaju e Thapathali, em Catmandu. O santuário Nanak Math em Balaju é administrado pelo Guru-Ji e pelo Udasin Akardha, uma seita desenvolvida pelo filho do Guru Nanak, Sri Chandra.